# Nanorana minica
Nanorana minica är en groddjursart som först beskrevs av Dubois 1975.  Nanorana minica ingår i släktet Nanorana och familjen Dicroglossidae. IUCN kategoriserar arten globalt som sårbar. Inga underarter finns listade i Catalogue of Life.